# Des'ree
Desirée Annette Weeks, känd under sitt förnamn och artistnamn Des'ree, född 30 november 1968 i London, är en engelsk sångerska och låtskrivare. Hon hade en rad hits under 1990-talet med singlarna "Feel So High", "You Gotta Be", "I'm Kissing You" och "Life".

## Diskografi
Studioalbum
- 1992 – Mind Adventures
- 1994 – I Ain't Movin'
- 1998 – Supernatural
- 2003 – Dream Soldier

Singlar (topp 20 på UK Singles Chart)
- 1991 – "Feel So High" (#13)
- 1994 – "You Gotta Be" (#20)
- 1995 – "You Gotta Be" (remix) (#14)
- 1998 – "Life" (#8)
- 1998 – "What's Your Sign?" (#19)
- 1999 – "You Gotta Be" (1999 mix) (#10)